# Horslunde Sogn
Horslunde Sogn 
ist eine Kirchspielsgemeinde (dän.: Sogn)
auf der Insel Lolland im südlichen Dänemark.
Bis 1970 gehörte sie zur Harde Lollands Nørre Herred im damaligen Maribo Amt, danach zur Ravnsborg Kommune im Storstrøms Amt, die im Zuge der  Kommunalreform zum 1. Januar 2007 in der Lolland Kommune in der Region Sjælland aufgegangen ist.
Im Kirchspiel leben 747 Einwohner, davon 611 im Kirchdorf (Stand: 1. Januar 2023).

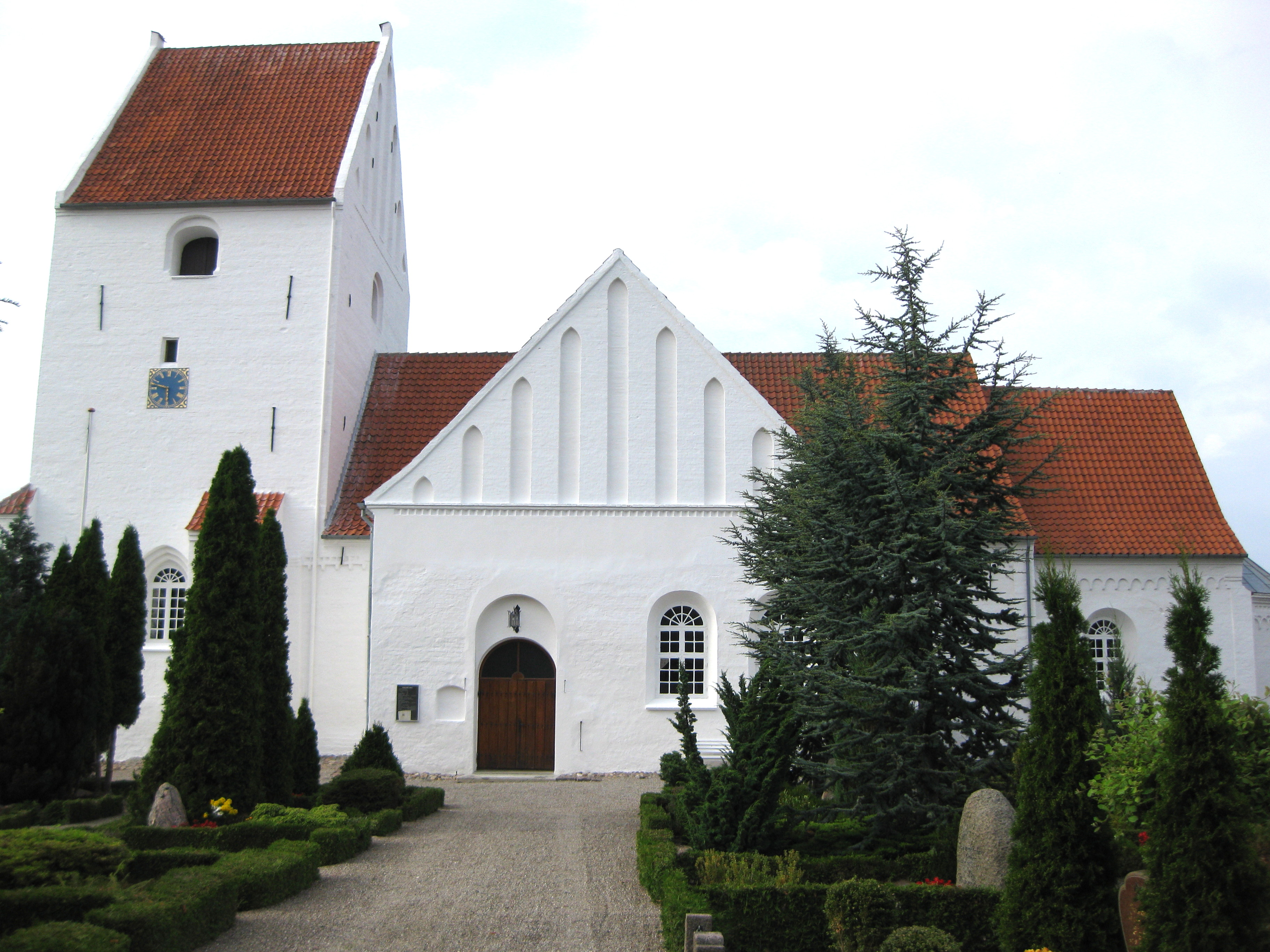
Horslunde Kirke

Im Kirchspiel liegt die Kirche „Horslunde Kirke“.
Am 1. Oktober 2010 wurde der ehemalige Kirchenbezirk Nøbbet Kirkedistrikt im Horslunde Sogn mit der Abschaffung der dänischen Kirchenbezirke ein selbständiges Sogn Nøbbet Sogn.
Nachbargemeinden sind im Westen Utterslev-Herredskirke-Løjtofte Sogn, im Süden Nordlunde Sogn und Halsted Sogn, im Südosten Vesterborg Sogn und im Osten Nøbbet Sogn. Im Kirchspiel befindet sich eine Enklave des westlich benachbarten Utterslev-Herredskirke-Løjtofte Sogn.